# Закоулово
Закоу́лово (рос. Закоулово) — село у складі Куртамиського округу Курганської області, Росія.
Населення — 305 осіб (2010, 538 у 2002).
Національний склад станом на 2002 рік:
- росіяни — 96 %